# سیارک ۱۰۰۱۰
سیارک ۱۰۰۱۰ (به انگلیسی: 10010 Rudruna، نامگذاری:1978PW3) ده هزار و دهمین سیارک کشف شده‌است که در ۹ اوت ۱۹۷۸ کشف شد.
قدر مطلق سیارک برابر ۱۸.۶ است.